# Serguéi Kazakov
Serguéi Nikoláyevich Kazakov –en ruso, Сергей Николаевич Казаков– (Dimitrovgrad, URSS, 8 de julio de 1976) es un deportista ruso que compitió en boxeo.
Participó en dos Juegos Olímpicos de Verano, en los años 2000 y 2004, obteniendo una medalla de bronce en Atenas 2004, en el peso minimosca.
Ganó una medalla de oro en el Campeonato Mundial de Boxeo Aficionado de 2003 y cuatro medallas en el Campeonato Europeo de Boxeo Aficionado entre los años 1998 y 2004.

## Palmarés internacional
| Juegos Olímpicos   | Juegos Olímpicos    | Juegos Olímpicos  | Juegos Olímpicos |
| Año                | Lugar               | Medalla           | Categoría        |
| ------------------ | ------------------- | ----------------- | ---------------- |
| 2004               | Atenas (Grecia)     | Medalla de bronce | 48 kg            |
| Campeonato Mundial |                     |                   |                  |
| Año                | Lugar               | Medalla           | Categoría        |
| 2003               | Bangkok (Tailandia) | Medalla de oro    | 48 kg            |
| Campeonato Europeo |                     |                   |                  |
| Año                | Lugar               | Medalla           | Categoría        |
| 1998               | Minsk (Bielorrusia) | Medalla de oro    | 48 kg            |
| 2000               | Tampere (Finlandia) | Medalla de plata  | 48 kg            |
| 2002               | Perm (Rusia)        | Medalla de oro    | 48 kg            |
| 2004               | Pula (Croacia)      | Medalla de oro    | 48 kg            |